# Это старое чувство
«Это старое чувство» (англ. «That Old Feeling») — романтическая комедия режиссёра Карла Райнера, вышедшая на экраны в 1997 году.

## Сюжет
Молли де Мора (Паула Маршалл) приглашает своих разведённых родителей (Бетт Мидлер и Деннис Фарина) на её свадебную церемонию, где родители впервые видятся после 14 лет разлуки. Они ненавидят друг друга, и при встрече между ними возникает громкая ссора. Но неожиданно искра любви вспыхивает с новой силой. Они убегают вдвоём, и следующие несколько дней проводят вместе, скрываясь от своих теперешних супругов, чем крайне портят свадьбу и медовый месяц дочери. Мать Молли — известная актриса, и за ней всюду охотится папарацци Джоуи Донна (Дэнни Нуччи) по прозвищу «Таракан». Если факт двойной измены выплывет наружу, то это будет большим скандалом, что окончательно подорвёт женитьбу дочери (Молли), ведь её муж надеется выиграть выборы в Конгресс. Для поиска сбежавших родителей Молли заключает договор с «Тараканом» — ведь тот лучше кого-либо «чует» мать-актрису. Тем временем, родители прекрасно проводят время, посещая старый знакомый отель и супермаркеты, но чувствуют, что скоро должны вернуться к своим супругам. «Таракан» и Молли легко находят их, знакомятся с парой (папарацци решает стать более человечным и не делать скандальных снимков). Молли решает, что родители действительно любят друг друга, и дарит им билеты на Гавайи — чтоб они, а не она провели там свой новый медовый месяц. К такому решению её подтолкнул ещё и раскрывшийся факт: пока она занималась поиском, её молоденький муж переспал с красавицей-женой её отца. А сама Молли влюбляется в Джоуи-«таракана», и они убегают вместе в свою счастливую жизнь.

## В ролях
- Бетт Мидлер — Лили
- Деннис Фарина — Дэн
- Паула Маршалл — Молли
- Гейл О’Грэйди — Ровена
- Дэвид Раш — Алан
- Джеймс Дентон — Кеис Маркс
- Дэнни Нуччи — Джоуи Донна
- Блу Манкума — пианист

## Саундтрек
- Nat King Cole «L.O.V.E.»
- Dinah Washington «Call Me Irresponsible»
- The La’s «There She Goes»
- Mario Lanza «'O Sole Mio»
- Marc Anthony «One Shining Moment»
- Louis Armstrong «That Old Feeling»
- Lou Rawls and Diane Reeves «At Last»